# Enough (canção)
"Enough" é o sexto single da soprano finlandesa Tarja Turunen, lançado em formato digital apenas no Reino Unido.
O single conta com a canção título e com a canção "Wisdom of Wind", ambas lançadas em uma versão especial do álbum My Winter Storm, o segundo álbum de Tarja. "Wisdom of Wind" foi composta por Jeff Rona e Lisa Gerrard e gravada na China, contém participação das orquestras da Beijing Philharmonic e da Qingdao Symphony. Os instrumentais para a faixa título foram gravados logo após a turnê latina de Tarja em setembro de 2008, em Buenos Aires, mas como Tarja se sentia meio doente na época os vocais foram gravados mais tarde, em Helsinque, onde também foram feitos os ajustes de estúdios para "Wisdom of Wind".
Um vídeo clipe da canção foi anunciado, mas esse acabou cancelado pouco tempo antes do lançamento.

## Vídeo musical
Em 2008, antes do lançamento do single, a música já era apresentada ao vivo e um clipe foi anunciado, e uma prévia chegou a ser lançada no You Tube, mas depois não se falou mais disso. Segundo a equipe, o vídeo seria autobiográfico, com um pouco de animação, e começou a ser feito durante a turnê de Tarja pela América do Sul em 2008.
Como o vídeo não era lançado, um fã perguntou o que havia acontecido e Tarja respondeu em seu blog:
| “ | Houve um infeliz acidente durante o processo de produção; o animador de 3-D sofreu um grave acidente de carro e não pode ser substituído a tempo[...]Ninguém tem culpa, foi destino[...]Fico muito triste em ter que confirmar que não haverá mais um vídeo para Enough. | ” |

## Lista de músicas
| Faixa | Música                      | Duração |
| ----- | --------------------------- | ------- |
| 01    | "Enough" (versão do single) | 04:00   |
| 02    | "Enough" (Versão do álbum)  | 05:14   |
| 03    | "Wisdom of Wind"            | 06:34   |